# Diocesi di Adrianopoli di Epiro
La diocesi di Adrianopoli di Epiro (in latino Dioecesis Hadrianopolitana in Epiro) è una sede soppressa e sede titolare della Chiesa cattolica.

## Storia
Adrianopoli di Epiro, identificabile con Dropull nella prefettura di Argirocastro in Albania, è un'antica sede vescovile della provincia romana dell'Epirus Vetus nella diocesi civile di Macedonia. Come tutte le sedi episcopali della prefettura dell'Illirico, fino a metà circa dell'VIII secolo la diocesi di Adrianopoli era parte del patriarcato di Roma; in seguito fu sottoposta al patriarcato di Costantinopoli.
Inizialmente suffraganea dell'arcidiocesi di Nicopoli, all'inizio del X secolo la sede è menzionata tra le diocesi suffraganee di Naupacto nella Notitia Episcopatuum attribuita all'imperatore Leone VI.
Sono quattro i vescovi noti di questa sede. Eutichio prese parte al brigantaggio di Efeso del 449 e al concilio di Calcedonia del 451. Ipazio sottoscrisse la lettera dei vescovi della provincia dell'Epiro Vetus all'imperatore Leone I nel 458 in seguito all'uccisione del patriarca alessandrino Proterio. Costantino sottoscrisse a sua volta una lettera dei vescovi della sua provincia ecclesiastica a papa Ormisda circa l'ordinazione di Giovanni di Nicopoli (516). Cosma infine partecipò al concilio dell'869 che condannò il patriarca Fozio. Non si conoscono più vescovi di questa diocesi sino alla fine dell'XI secolo, epoca in cui nelle fonti bizantine la sede ha assunto il nome di Drynopolis.
Dal 1933 Adrianopoli di Epiro è annoverata tra le sedi vescovili titolari della Chiesa cattolica; la sede è vacante dal 10 aprile 1964. Il titolo è stato assegnato una sola volta, al vescovo Josef Freusberg, vescovo ausiliare di Erfurt.

## Cronotassi

### Vescovi greci
- Eutichio † (prima del 449 - dopo il 451)
- Ipazio † (menzionato nel 458)
- Costantino † (menzionato nel 516)
- Cosma † (menzionato nell'869)

### Vescovi titolari
- Josef Freusberg † (12 aprile 1953 - 10 aprile 1964 deceduto)